# Boxemtunnel
De Boxemtunnel is een aquaduct in de Provinciale weg 331 te Zwolle. De tunnel gaat onder de Oude Wetering door. 

## Kenmerken
De tunnel loopt parallel aan de Stuurmansweg, waar de omgelegde N331 met 1x2 rijstroken langs gaat en verkeer van Hasselt naar Zwolle verwerkt. De tunnel is 11,7 meter breed. De exacte lengte van de tunnel is 524,5 meter en het gesloten deel is 160 meter lang. De tunnel gaat onder de Oude Wetering door, een 6 tot 8 meter breed waterbergingskanaal tussen Zwolle en Genemuiden. Dit kanaal heeft geen verkeersfunctie; beroeps- of pleziervaart is er niet mogelijk. Bovendien verloopt de wetering nabij door duikers.

## Naamgeving
De Boxem is een historische droogmakerij uit 1364 ten noorden van Zwolle, en onderdeel van de polder Mastenbroek. De naam is officieel vastgesteld door de gemeente Zwolle op 7 maart 2013.

## Opening
De aanleg van de tunnel begon op 16 november 2012 en was in juli 2014 gereed. De tunnel is in het najaar van 2015 in gebruik genomen  vanwege een slepende onteigeningsprocedure elders op het tracé. De aanleg kostte € 7,5 miljoen en was onderdeel van een € 100 miljoen kostend ontwikkelingsplan van de vinexwijk Stadshagen II, waarbij de N331 omgelegd wordt. De maximumsnelheid wordt 70 km/h.

## Verkeersintensiteiten
In 2010 reden dagelijks 11.800 voertuigen over de N331 tussen Zwolle en Hasselt. Een soortgelijk of iets hoger aantal zal door de nieuwe tunnel gaan rijden.